# Microsoft Paint
Paint (anteriorment anomenat Paintbrush), comunament conegut com a Microsoft Paint, és una simple aplicació de computació gràfica que s'ha inclòs amb totes les versions de Microsoft Windows. L'aplicació s'obre principalment i guarda fitxers com a Windows Bitmap (24 bits, 256 colors, 16 colors i monocrom, tot amb la extemsió .bmp), JPEG, GIF (sense animació ni transparència, encara que la versió de Windows 98, una actualització de Windows 95, i la versió Windows NT4 va recolzar aquest últim), PNG (sense canal alfa), i una sola pàgina Tagged Image File Format#TIFF. L'aplicació pot estar en mode de color o de dos colors Blanc i negre, però no n'hi ha un mode d'escala de grisos. Per la seva simplicitat, es va convertir ràpidament en una de les aplicacions més utilitzades en les primeres versions de Windows, que van introduir molts per pintar en una computadora per primera vegada i encara és àmpliament utilitzat per a tasques de manipulació d'imatges molt senzilles.

## Història

### Versions inicials
La primera versió de Paint es va introduir amb la primera versió de Windows, Windows 1.0, El novembre de 1985. Va ser una versió llicenciada de ZSoft Corporation PC Paintbrush, i només va permetre gràfics monocromàtics de 1 bits sota un format "MSP" patentat. Aquesta versió va ser reemplaçada per Paintbrush a Windows 3.0, amb una interfície d'usuari redissenyada, suport de color i suport per als formats de fitxers BMP i PCX.

### Windows 9x, NT, i 2000
Microsoft va enviar una versió actualitzada de Paint amb Windows 95 i Windows NT 4.0, que permetia desar i carregar un conjunt personalitzat de pous de colors com a fitxers de paleta de colors (*.pal) utilitzant les funcions Desa els colors i Aconsegueix colors del menú Colors. Aquesta funcionalitat funcionava correctament només si la profunditat de color de les imatges era de 16 bits per píxel (bpp) o superior (65.536 (64 k) colors [Color alt]) i es va eliminar de versions posteriors.
Les versions de Windows 98, Windows 2000 i Windows Me de Paint pot guardar imatges en formats JPEG, GIF i PNG si els filtres de gràfics de Microsoft necessaris estan instal·lats, en general, per una altra aplicació de Microsoft com ara Microsoft Office o Microsoft PhotoDraw. Això també permet que Paint utilitzi fons transparents. El suport per als fitxers .pcx va desaparèixer començant amb Windows 98.
Des de Windows Millennium (a excepció de Windows 2000), la mida del llenç s'expandeix automàticament quan s'obren o enganxen imatges més grans, en comptes de preguntar-les.

### Windows XP
A Windows XP i versions posteriors, Paint (mspaint.exe) utilitza GDI+ i, per tant, pot guardar nativament imatges com JPEG, GIF, TIFF i PNG (a més de BMP) sense requerir filtres gràfics addicionals. Malgrat això, la transparència del canal alfa Encara no és compatible perquè la versió de GDI+ de Paint només pot processar imatges amb una profunditat de bits de 24 o inferior. El suport per adquirir imatges d'un escàner o una càmera digital també s'ha afegit a Paint.

### Windows Vista
A Windows Vista, s'han canviat les icones de la barra d'eines i la paleta de colors predeterminades. La pintura a Windows Vista pot desfer un canvi fins a 10 vegades, en comparació amb 3 en versions anteriors; També inclou un control lliscant per a l'ampliació d'imatges i una funció de cultiu. Aquesta versió es guarda en format JPEG per defecte.

### Windows 7 i superior
La versió de Paint a Windows 7, Windows 8 i Windows 10 inclou una Franja a la seva interfície d'usuari. A més, presenta pinzells "artístics" compostos per diferents matisos de grisos i un cert grau de transparència que donen un resultat més realista. Per afegir-lo al realisme, els pinzells d'oli i aquarel·la només es poden pintar per una petita distància abans que l'usuari torni a fer clic (això dona la il·lusió que el pinzell s'ha quedat sense pintura). L'aplicació Paint ara pot desfer fins a 50 canvis posteriors.
També té formes anti-alias, que es poden canviar de mida lliure fins que es rasterize quan es selecciona una altra eina.
Aquesta versió suporta visualitzar (però no desar) formats de fitxers transparents PNG i ICO i desar-ho per defecte els fitxers del format de fitxer .png. Ara hi ha una opció per fer que qualsevol forma sigui més gran o més petita després de dibuixar-la. El text ara es pot enganxar a quadres de text que no tenen prou espai per mostrar el text. Un quadre de text es pot ampliar o canviar de forma adequada per adaptar-se al text si ho desitja. Les versions anteriors de Paint mostrarien un missatge d'error si un usuari intentava enganxar més text del que hi havia espai.

La versió de Windows 8 de Paint fa que, en la seva majoria, es corregeixi un defecte de versions anteriors que impliqui la impossibilitat de desplaçar-se per la finestra quan es modifiqui en la vista de zoom més del 100%. Tanmateix, quan s'insereix el text a la vista Zoom, l'usuari no pot moure el text més enllà de la vista panoràmica ampliada mentre que la finestra de text està en mode d'edició amb el ratolí o el teclat (les barres de desplaçament estan desactivades). La mateixa versió de l'aplicació resideix en els tres primers llançaments de Windows 10.

## Característiques notables

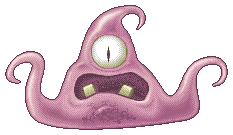
Paint s'utilitza sovint per a crear pixel art

Paint té algunes funcions que no s'esmenten al fitxer d'ajuda: a mode d'estampat, mode de rastreig, formes regulars, i imatges en moviment. Per al mode d'estampat, l'usuari pot seleccionar part de la imatge, mantenint premuda la tecla control, i moure'l a una altra part del llenç. Això, en comptes de tallar la peça, crea una còpia. El procés es pot repetir tantes vegades com es desitgi, sempre que es mantingui la tecla de control. mode de rastreig funciona exactament igual, però utilitza la tecla Shift en comptes de la tecla de control.
L'usuari també pot dibuixar línies rectes horitzontals, verticals o diagonals amb l'eina de llapis, sense necessitat de l'eina de línia recta, mantenint la tecla Shift i arrossegant l'eina. D'altra banda, també és possible espessir-se (tecla control + (teclat numèric)+) o prem (tecla control + (teclat numèric)−) una línia abans o simultàniament mentre s'està dibuixant. Per reciclar espais en blanc o eliminar parts d'un gràfic, es pot fer clic a l'identificador blau a l'extrem inferior dret i arrossegar-lo per augmentar la mida del llenç o retallar un gràfic. Els usuaris també poden dibuixar formes perfectes (que tenen un ample igual a l'alçada) usant qualsevol eina de forma mantenint premuda la tecla tecla Shift mentre arrossega.
Versions anteriors de Paint, com ara l'empaquetat amb Windows 3.1, permetia controlar el cursor de dibuix amb l'ús de tecles de fletxa així com un pinzell de substitució de color, que substituïa un sol color per sota del pinzell amb un altre sense que afectés la resta de la imatge. En les versions posteriors de Paint, es pot simular el pinzell d'esborrament del color seleccionant el color que es vol substituir com el color primari i el que se substituirà com a color secundari i, a continuació, feu clic amb el botó dret a arrossegar l'eina d'esborrat. El cursor de dibuix també es pot controlar amb les tecles de fletxa de les versions actuals de Paint si MouseKeys a les Opcions d'accessibilitat estan habilitades i configurat de manera apropiada, encara que aquesta és una funció de Windows que s'aplica a totes les aplicacions en comptes a la funció de Paint específicament.
La disponibilitat exclusiva de Paint a la plataforma Windows ha provocat la creació de clons per part d'usuaris d'altres sistemes operatius, com ara Kolourpaint per als usuaris de Linux, BSD i Solaris.

### Suport per a paletes indexades
Per defecte, gairebé totes les versions de Paint creen imatges de 24 bits i, en general, no poden degradar-les correctament a paletes indexades amb menys de 24 bits per píxel. Això significa que quan es guarden imatges en algun dels formats admesos, s'especifica un format que utilitza paletes indexades amb menys de 24 bits per píxel en comptes del color veritable, es mostra un missatge d'advertència sobre la possible pèrdua de qualitat. De fet, Paint normalment no utilitza escala binària, color o escala de gris o optimització de paleta, i la imatge es guardarà amb colors normalment irreversibles, que poden arruïnar el treball. Per exemple, una pantalla típica de Windows canviarà els botons i la barra de menú de gris a caqui verd quan es desa com a format BMP de 8 bits. Desant un BMP monocromàtic o a un format GIF fa processos de despullament d'invocació; Tanmateix, fins i tot aquests usen una paleta fixa de color blanc i negre (en cas de BMP monocromàtica) o estàndard de 256 colors (en el cas del GIF), i en aquest últim cas es desmarca innecessàriament una imatge que ja tenia menys de 256 colors.
Paint no obstant això és capaç de carregar correctament i guardar paletes indexades en qualsevol dels formats admesos si s'obre una imatge com una imatge de paleta de 8 bits o d'una altra manera indexada. En aquest cas, la paleta de la imatge es conservarà quan deseu. Tanmateix, no hi ha manera de veure la paleta real, i les opcions de color dels pinzells, el text i les gomes d'esborrar, així com els colors definit per l'usuari es limitaran al color més proper disponible a la paleta indexada.

## Usos artístics
Hi ha artistes reconeguts per utilitzar el programa com a instrument exclusiu per a la creació d'il·lustracions. És el cas de Pat Hines i Concha García.

## Paint 3D

Captura de pantalla de Paint 3D que mostra funcions 2D i 3D

Al maig de 2016, es va revelar una versió filtrada de Microsoft Paint amb una nova interfície híbrida de la barra lateral de la cinta i un cert suport per a objectes 3D. Microsoft va llançar una aplicació simulada anomenada Newcastle a través de la botiga de Windows per reemplaçar les instal·lacions de la compilació escapada. Microsoft més tard va canviar de nom aquesta aplicació a Paint 3D i, en lloc de substituir Paint per Paint 3D, es va afegir un enllaç a Paint 3D a la pestanya Inici de la cinta de Paint quan es va publicar Creators Update